# كلود الأول. بيكويل
كلود الأول. بيكويل هو محامي وسياسي أمريكي، ولد في 9 أغسطس 1912 في سانت لويس في الولايات المتحدة، وتوفي في 18 مارس 1987 في يونيفرسيتي سيتي في الولايات المتحدة. نشط حزبياً في الحزب الجمهوري.

## مناصب
- انتخب مدير مكتب البريد ( – 1958).
- انتخب عضو مجلس النواب الأمريكي (9 مارس 1951 – 3 يناير 1953).
- انتخب عضو مجلس بلدية [الإنجليزية]‏ (1941 – 1945).
- انتخب عضو مجلس النواب الأمريكي (3 يناير 1947 – 3 يناير 1949).